# Already Gone
Singles de Kelly Clarkson
I Do Not Hook Up
(2009) All I Ever Wanted
(2010)
Pistes de All I Ever Wanted
All I Ever Wanted If I Can't Have You
Already Gone est le troisième single du 4e album de la chanteuse américaine Kelly Clarkson, All I Ever Wanted sorti en 2009.
La chanson, a été coécrite par Kelly Clarkson et Ryan Tedder, chanteur du groupe One Republic, qui a également écrit la chanson Halo de Beyonce,.
Quoique Kelly Clarkson aurait voulu que « Cry » soit le troisième single de l'album à la suite des critiques disant que la chanson ressemblerait trop à Halo de Beyonce, son label l'a tout de même lancée, avec comme arguments que les deux précédents singles étaient "dance-pop" et qu'ils souhaitaient une ballade pour alterner les styles des singles.
Néanmoins, le single rencontra un succès correct, et devint le 11e single de la chanteuse a entrer dans le top 20 du célèbre Billboard Hot 100.
Le single se vendra finalement a plus d'1.800.000 d'exemplaires à travers le monde, dont plus de 1.400.000 aux États-Unis.

## Crédits et personnels
- Chanteur principal et background vocals – Kelly Clarkson
- Auteurs – Kelly Clarkson, Ryan Tedder
- Production – Ryan Tedder

Crédits extraits du livret de l'album All I Ever Wanted, 19 Recordings, RCA Records, S Records, Sony Music.

## Position dans les hits-parades
| Chart (2009)              | Meilleure position |
| ------------------------- | ------------------ |
| Autriche                  | 36                 |
| Australian Singles Chart  | 12                 |
| Belgique                  | 15                 |
| Canadian Hot 100          | 15                 |
| Pays-Bas                  | 78                 |
| German Singles Chart      | 23                 |
| New Zealand Singles Chart | 23                 |
| Swedish Singles Chart     | 26                 |
| Swiss Singles Chart       | 15                 |
| UK Singles Chart          | 66                 |
| US Billboard Hot 100      | 13                 |

## Certifications
| Pays       | Certification | Ventes    |
| ---------- | ------------- | --------- |
| États-Unis |               | 1,766,000 |
| Australie  | Or            | 35,000    |
| Canada     | Platine       | 40,000    |